# یون بوک این
یون بوک این (کره‌ای: 윤복인؛ زادهٔ ۱۶ دسامبر ۱۹۷۰) بازیگر اهل کره جنوبی است. او حرفهٔ بازیگری خود را در سال ۱۹۹۰ و در تئاتر آغاز کرد و از آن زمان تاکنون در تئاترها، فیلم‌ها و مجموعه‌های تلویزیونی ایفای نقش کرده‌است.

## فیلم‌شناسی

### فیلم
| سال  | عنوان             | نقش                  | توضیحات | منابع |
| ---- | ----------------- | -------------------- | ------- | ----- |
| ۲۰۰۶ | مسائل خانوادگی    |                      |         | [ ۴ ] |
| ۲۰۰۸ | گذرگاه عابر پیاده | مادر بچه             |         | [ ۴ ] |
| ۲۰۱۴ | چیز بی‌گناه        | پرستار زنان و زایمان |         | [ ۴ ] |
| ۲۰۱۹ | رزباد             | می-ران               |         | [ ۵ ] |